# Mare de Mari
Die Mare de Mari (auch: Mari Bangou) ist ein kleiner See in der Stadtgemeinde Tillabéri in Niger.

## Geographie
Der See befindet sich beim namensgebenden Dorf Mari im ländlichen Gemeindegebiet von Tillabéri, der Hauptstadt des gleichnamigen Departements Tillabéri und der gleichnamigen Region Tillabéri. Die Mare de Mari erstreckt sich über eine Fläche von 60 Hektar. Sie wird von einem kleinen Damm gestaut, der 2001 errichtet wurde. Durch den See verläuft das Trockental Kori de Mari. Er ist Teil der Übergangszone zwischen Sahel und Sudan. Die durchschnittliche jährliche Niederschlagsmenge beträgt hier zwischen 400 und 500 mm.

## Ökologie
Zu den an der Mare de Mari beobachteten Vogelarten zählen:
- Flussuferläufer (Actitis hypoleucos)
- Blaustirn-Blatthühnchen (Actophilornis africanus)
- Nilgans (Alopochen aegyptiacus)
- Bandastrild (Amadina fasciata)
- Spießente (Anas acuta)
- Silberreiher (Ardea alba)
- Graureiher (Ardea cinerea)
- Schwarzhalsreiher (Ardea melanocephala)
- Purpurreiher (Ardea purpurea)
- Rallenreiher (Ardeola ralloides)
- Moorente (Aythya nyroca)
- Kuhreiher (Bubulcus ibis)
- Zwergstrandläufer (Calidris minuta)
- Kampfläufer (Calidris pugnax)
- Prachtnachtschwalbe (Caprimulgus eximius)
- Rußheckensänger (Cercotrichas podobe)
- Flussregenpfeifer (Charadrius dubius)
- Sandregenpfeifer (Charadrius hiaticula)
- Weißstirn-Regenpfeifer (Charadrius marginatus)
- Hirtenregenpfeifer (Charadrius pecuarius)
- Weißstorch (Ciconia ciconia)
- Elfennektarvogel (Cinnyris pulchellus)
- Rohrweihe (Circus aeruginosus)
- Steppenweihe (Circus macrourus)
- Senegalracke (Coracias abyssinicus)
- Schildrabe (Corvus albus)
- Witwenpfeifgans (Dendrocygna viduata)
- Seidenreiher (Egretta garzetta)
- Weißwangenlerche (Eremopterix leucotis)
- Weißstirnlerche (Eremopterix nigriceps)
- Afrikanischer Silberschnabel (Euodice cantans)
- Bekassine (Gallinago gallinago)
- Teichralle (Gallinula chloropus)
- Rotflügel-Brachschwalbe (Glareola pratincola)
- Grünbrust-Nektarvogel (Hedydipna platura)
- Stelzenläufer (Himantopus himantopus)
- Senegalamarant (Lagonosticta senegala)
- Goldscheitelwürger (Laniarius barbarus)
- Rotkopfwürger (Lanius senator)
- Uferschnepfe (Limosa limosa)
- Pfeifente (Mareca penelope)
- Bronzescheitel-Smaragdspint (Merops orientalis)
- Schafstelze (Motacilla flava)
- Kaptäubchen (Oena capensis)
- Graukopfsperling (Passer griseus)
- Braunrücken-Goldsperling (Passer luteus)
- Gartenrotschwanz (Phoenicurus phoenicurus)
- Rotgesichtlöffler (Platalea alba)
- Sporngans (Plectropterus gambensis)
- Sichler (Plegadis falcinellus)
- Dorfweber (Ploceus cucullatus)
- Dotterweber (Ploceus vitellinus)
- Krokodilwächter (Pluvianus aegyptius)
- Blutschnabelweber (Quelea quelea)
- Höckerglanzgans (Sarkidiornis melanotos)
- Löffelente (Spatula clypeata)
- Knäkente (Spatula querquedula)
- Palmtaube (Spilopelia senegalensis)
- Schuppenkopfprinie (Spiloptila clamans)
- Brillentaube (Streptopelia decipiens)
- Röteltaube (Streptopelia vinacea)
- Weißbartgrasmücke (Sylvia cantillans)
- Pharaonenibis (Threskiornis aethiopicus)
- Savannentoko (Tockus erythrorhynchus)
- Dunkelwasserläufer (Tringa erythropus)
- Bruchwasserläufer (Tringa glareola)
- Grünschenkel (Tringa nebularia)
- Waldwasserläufer (Tringa ochropus)
- Teichwasserläufer (Tringa stagnatilis)
- Rotschenkel (Tringa totanus)
- Erzflecktäubchen (Turtur abyssinicus)
- Wiedehopf (Upupa epops)
- Schmetterlingsfink (Uraeginthus bengalus)
- Spornkiebitz (Vanellus spinosus)
- Rotfuß-Atlaswitwe (Vidua chalybeata)[5]

Eine Zählung der Wasservögel im Januar 2004 ergab 2087 Einzeltiere und 20 Arten.